# Александр Барроуз
Александр Барроуз (англ. Alex Burrows; нар. 11 квітня 1981, Пінкур) — канадський хокеїст, крайній нападник. Грав за збірну команду Канади.

## Ігрова кар'єра
Хокейну кар'єру розпочав 2000 року в ГЮХЛК виступами за клуб «Шавініган Катарактес».
З сезону 2002/03 виступає в лізі ХЛСУ захищаючи кольори команди «Грінвілл Гроул», згодом «Батон-Руж Кінгфіш». «Колумбія Інферно» став третім клубом цієї лізі, де виступав Александр. 
21 жовтня 2003, Барроуз укладає контракт з клубом «Манітоба Мус» (АХЛ). Правда в наступному сезоні 2004/05 Александр зіграв чотири матчі за команду «Колумбія Інферно».
Перед сезоном 2005/06 його запрошують до тренувального табору «Ванкувер Канакс», після якого він знову повертається до складу «Манітоба Мус». Провівши 33 матчі в АХЛ, 2 січня 2006 Барроуз повертається до складу «Канакс». Через вісім днів Александр закидає першу шайбу в НХЛ у ворота Еда Бельфура («Торонто Мейпл Ліфс»). 27 березня 2006, відзначається хет-триком у матчі проти «Лос-Анджелес Кінгс» (7–4).

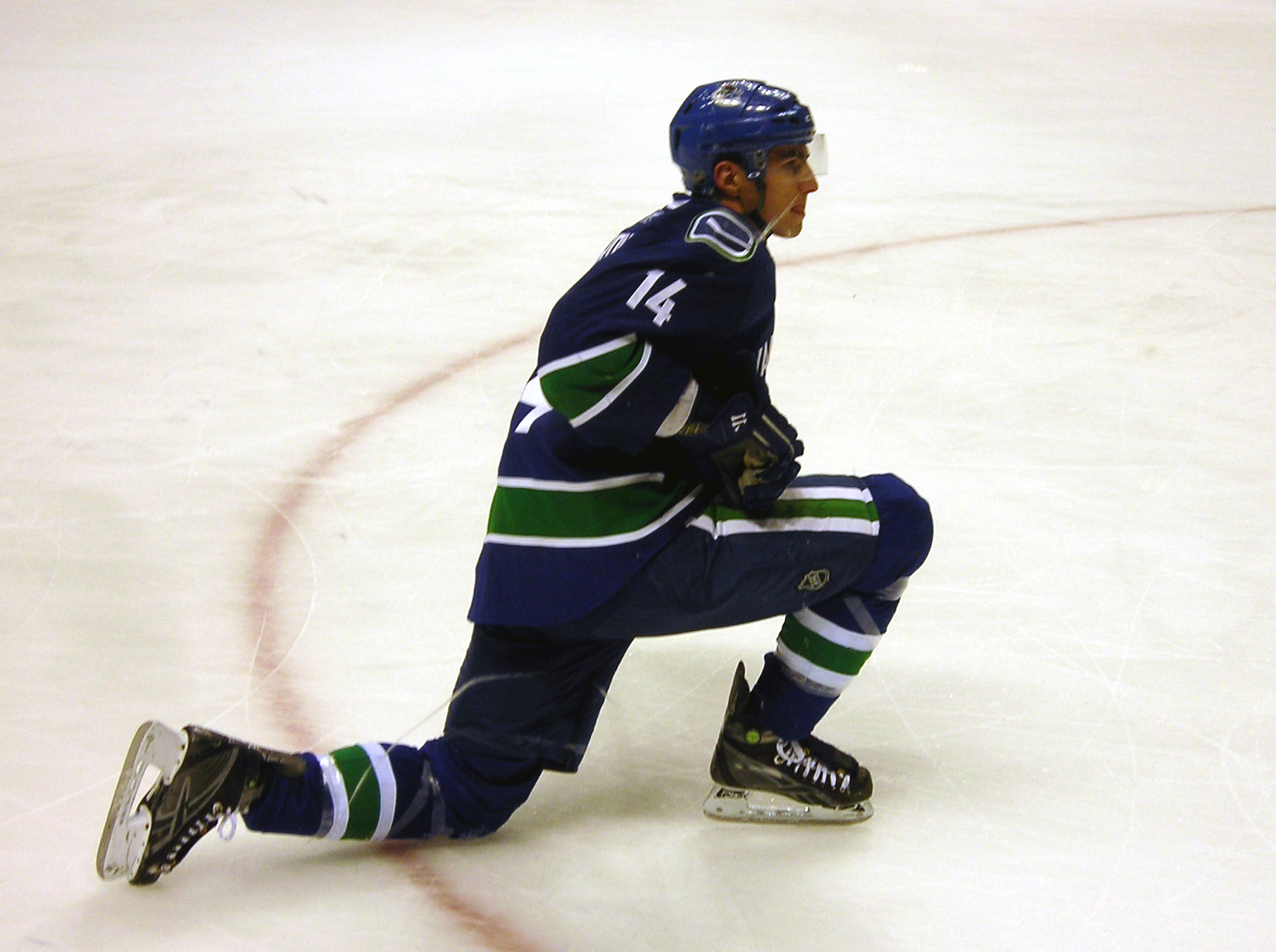
Александр Барроуз у сезоні 2008–09.

Наступний сезон став для Барроуза першим повноцінним, він відіграв 81 гру, але набрав лише 9 очок (3+6).
У сезоні 2007/08 разом з Раєном Кеслером Барроуз  грає в третій ланці «Канакс». Це дало свої результати 31 очко (12+19) у 82 матчах.
12 лютого 2009 Александра перевели до першої ланки «Канакс», де він грає разом з братами Седінами Генріком та Даніелем. Незабаром після цього клуб продовжує з ним контракт ще на чотири роки збільшивши суму самого контракту до $8 мільйонів доларів. Того ж сезону він був серед номінантів на приз Білла Мастерсона.
5 та 7 січня 2010 Барроуз двічі робить хет-трик, спочатку в матчі проти «Колумбус Блю-Джекетс», а потім і проти «Фінікс Койотс». Це вперше серед гравців «Канакс» з сезону 1985/86, коли відзначився фін Петрі Скріко. 11 січня 2010, Александр став зіркою тижня НХЛ.
Перед сезоном 2010/11 Барроуз переніс операцію на руці, тому кількість матчів у регулярному сезоні, яку він провів нараховувала лише 72 матчі. Цього сезону «Ванкувер Канакс» вперше за останні сімнадцять років став фіналістом Кубка Стенлі. Сам александр провів у плей-оф 25 матчів набрав 17 очок і це четвертий результат серед гравців клубу. 
Наступний сезон став не таким вдалим для клубу, але нападник покращив свої особисті результати у 80 матчах 52 очка (28+24).
16 березня 2013, Барроуз на шостій секунді закинув шайбу в ворота «Детройт Ред Вінгз» побивши рекорд, що належав Тревору Ліндену (9 секунд), і ця шайба Александра стала четвертою закинутою, як найшвидша в історії НХЛ.
Сезон 2013/14 став одним з найгірших 15 очок (5+10) у 49 матчах, причому свою першу шайбу він закинув аж в 36 матчі чемпіонату.
У сезоні 2014/15 в першій ланці «Канакс» сталися зміни, замість Барроуза компанію братам Седінам склав чех Радім Врбата. Тож відтепер Александр виступав в другій ланці клубу.
Сезон 2015/16 став останнім коли діяв контракт між клубом та гравцем і «Канакс» не став переукладати угоду. У сезоні 2016/17 після 55 матчів у складі ванкуверців Барроуз погодився на обмін між клубами «Ванкувер Канакс» та «Оттава Сенаторс». 2 березня 2017, вже дебютував у складі нового клубу в переможному матчі проти «Колорадо Аваланч» 2–1.

### Збірні
У складі національної збірної Канади виступав на двох чемпіонатах світу 2012 та 2014 років.

## Інше
Грає в стрітхокей, в складі національної збірної Канади дворазовий чемпіон світу. 
У складі монреальської команди з стрітхокею шестиразовий чемпіон Канади.  

## Статистика

### Клубні виступи
| Сезон        | Клуб                   | Ліга         | Регулярний сезон | Регулярний сезон | Регулярний сезон | Регулярний сезон | Регулярний сезон | Плей-оф | Плей-оф | Плей-оф | Плей-оф | Плей-оф |
| Сезон        | Клуб                   | Ліга         | І                | Г                | П                | О                | ШХ               | І       | Г       | П       | О       | ШХ      |
| ------------ | ---------------------- | ------------ | ---------------- | ---------------- | ---------------- | ---------------- | ---------------- | ------- | ------- | ------- | ------- | ------- |
| 2000–01      | «Шавініган Катарактес» | ГЮХЛК        | 63               | 16               | 14               | 30               | 105              | 10      | 2       | 1       | 3       | 8       |
| 2001–02      | «Шавініган Катарактес» | ГЮХЛК        | 64               | 35               | 35               | 70               | 184              | 10      | 9       | 10      | 19      | 20      |
| 2002–03      | «Грінвілл Гроул»       | ХЛСУ         | 53               | 9                | 17               | 26               | 201              | —       | —       | —       | —       | —       |
| 2002–03      | «Батон-Руж Кінгфіш»    | ХЛСУ         | 13               | 4                | 2                | 6                | 64               | —       | —       | —       | —       | —       |
| 2003–04      | «Колумбія Інферно»     | ХЛСУ         | 64               | 29               | 44               | 73               | 194              | 4       | 2       | 0       | 2       | 28      |
| 2003–04      | «Манітоба Мус»         | АХЛ          | 2                | 0                | 0                | 0                | 0                | —       | —       | —       | —       | —       |
| 2004–05      | «Колумбія Інферно»     | ХЛСУ         | 4                | 5                | 1                | 6                | 4                | —       | —       | —       | —       | —       |
| 2004–05      | «Манітоба Мус»         | АХЛ          | 72               | 9                | 17               | 26               | 107              | 14      | 0       | 3       | 3       | 37      |
| 2005–06      | «Манітоба Мус»         | АХЛ          | 33               | 12               | 18               | 30               | 57               | 13      | 6       | 7       | 13      | 27      |
| 2005–06      | «Ванкувер Канакс»      | НХЛ          | 43               | 7                | 5                | 12               | 61               | —       | —       | —       | —       | —       |
| 2006–07      | «Ванкувер Канакс»      | НХЛ          | 81               | 3                | 6                | 9                | 93               | 11      | 1       | 0       | 1       | 14      |
| 2007–08      | «Ванкувер Канакс»      | НХЛ          | 82               | 12               | 19               | 31               | 179              | —       | —       | —       | —       | —       |
| 2008–09      | «Ванкувер Канакс»      | НХЛ          | 82               | 28               | 23               | 51               | 150              | 10      | 3       | 1       | 4       | 20      |
| 2009–10      | «Ванкувер Канакс»      | НХЛ          | 82               | 35               | 32               | 67               | 121              | 12      | 3       | 3       | 6       | 22      |
| 2010–11      | «Ванкувер Канакс»      | НХЛ          | 72               | 26               | 22               | 48               | 77               | 25      | 9       | 8       | 17      | 34      |
| 2011–12      | «Ванкувер Канакс»      | НХЛ          | 80               | 28               | 24               | 52               | 90               | 5       | 1       | 0       | 1       | 7       |
| 2012–13      | «Ванкувер Канакс»      | НХЛ          | 47               | 13               | 11               | 24               | 54               | 4       | 2       | 1       | 3       | 6       |
| 2013–14      | «Ванкувер Канакс»      | НХЛ          | 49               | 5                | 10               | 15               | 71               | —       | —       | —       | —       | —       |
| 2014–15      | «Ванкувер Канакс»      | НХЛ          | 70               | 18               | 15               | 33               | 68               | 3       | 0       | 2       | 2       | 21      |
| 2015–16      | «Ванкувер Канакс»      | НХЛ          | 79               | 9                | 13               | 22               | 49               | —       | —       | —       | —       | —       |
| 2016–17      | «Ванкувер Канакс»      | НХЛ          | 55               | 9                | 11               | 20               | 53               | —       | —       | —       | —       | —       |
| 2016–17      | «Оттава Сенаторс»      | НХЛ          | 20               | 6                | 5                | 11               | 9                | 15      | 0       | 5       | 5       | 18      |
| 2017–18      | «Оттава Сенаторс»      | НХЛ          | 71               | 6                | 8                | 14               | 59               | —       | —       | —       | —       | —       |
| Усього в НХЛ | Усього в НХЛ           | Усього в НХЛ | 913              | 205              | 204              | 409              | 1,134            | 85      | 19      | 20      | 39      | 142     |

### Збірна
| Рік                | Команда            | Турнір             | Місце              | І  | Г | П | О | ШХ |
| ------------------ | ------------------ | ------------------ | ------------------ | -- | - | - | - | -- |
| 2012               | Канада             | ЧС                 | 5-е                | 5  | 3 | 0 | 3 | 2  |
| 2014               | Канада             | ЧС                 | 5-е                | 6  | 0 | 1 | 1 | 4  |
| Національна збірна | Національна збірна | Національна збірна | Національна збірна | 11 | 3 | 1 | 4 | 6  |